# The Last Shadow Puppets
The Last Shadow Puppets sind eine britische Band, die als Nebenprojekt von Alex Turner (Frontmann der Sheffielder Band Arctic Monkeys) und Miles Kane (The Little Flames, The Rascals) eingeordnet wird. Sie besteht seit 2007.

## Bandgeschichte
Alex Turner und Miles Kane lernten sich auf einer gemeinsamen Tour im Mai/Juni 2005 kennen, als Kanes erste Band The Little Flames als Vorband für die Arctic Monkeys spielte. Auf einer weiteren Tour der beiden Bands im April 2007 begannen sie, Songs für ihr noch unbekanntes Projekt zu schreiben. Des Weiteren trat Kane als Gastgitarrist auf dem zweiten Arctic-Monkeys-Album Favourite Worst Nightmare auf und spielte bei einigen Konzerten der Band mit. Erste Aufnahmen, für die der Arctic-Monkeys-Produzent James Ford (u. a. auch als Schlagzeuger) hinzugezogen wurde, fanden im August 2007 in Frankreich statt. Im Dezember 2007 wurden zusätzlich Streicherarrangements von Owen Pallett mit dem London Metropolitan Orchestra aufgenommen. Im Februar 2008 erhielt das Projekt den Namen The Last Shadow Puppets. Das erste Album The Age of the Understatement erschien am 21. April 2008, eine Woche nach der gleichnamigen Single.
Als Inspiration ihrer Musik nennt das Duo vor allem Scott Walker und die frühen Werke David Bowies. Ihre erste Show spielten sie im März in Brooklyn (New York). Weitere einzelne Auftritte folgten. Eine Tour gab es vor Oktober 2008 jedoch nicht, da Kane noch Verpflichtungen gegenüber seiner derzeitigen Hauptband The Rascals hatte, darunter eine Tour, um deren Demoalbum zu promoten. Im Oktober gab es dann eine größere Tour durch mehrere europäischen Länder.
Anfang 2012 bestätigte Miles Kane, gemeinsam mit Alex Turner ein weiteres Album der Last Shadow Puppets einspielen zu wollen. Die Aufnahmen sollten beginnen, „wenn die Zeit dafür gekommen ist“.
Am 1. April 2016 erschien nach acht Jahren Wartezeit das zweite Album Everything You’ve Come to Expect mit der vorab veröffentlichten Singleauskopplung Bad Habits.

## Diskografie

### Alben
- 2008: The Age of the Understatement
- 2016: Everything You’ve Come to Expect

### EPs
- 2016: The Dream Synopsis

### Singles
- 2008: The Age of the Understatement
- 2008: Standing Next to Me
- 2008: My Mistakes Were Made for You
- 2016: Bad Habits
- 2016: Everything You’ve Come to Expect
- 2016: Aviation
- 2016: Miracle Aligner (UK: Silber)

## Auszeichnungen für Musikverkäufe
| Goldene Schallplatte - Europa (Impala) - 2009: für das Album The Age of the Understatement | Platin-Schallplatte - Frankreich - 2020: für das Album The Age of the Understatement |

Anmerkung: Auszeichnungen in Ländern aus den Charttabellen bzw. Chartboxen sind in ebendiesen zu finden.
| Land/RegionAuszeichnungen für Musikverkäufe (Land/Region, Auszeichnungen, Verkäufe, Quellen) | Silber  | Gold     | Platin     | Verkäufe  | Quellen         |
| -------------------------------------------------------------------------------------------- | ------- | -------- | ---------- | --------- | --------------- |
| Europa (Impala)                                                                              | —       | Gold1    | —          | (100.000) | impalamusic.org |
| Frankreich (SNEP)                                                                            | —       | —        | Platin1    | 100.000   | snepmusique.com |
| Vereinigtes Königreich (BPI)                                                                 | Silber1 | Gold1    | Platin1    | 600.000   | bpi.co.uk       |
| Insgesamt                                                                                    | Silber1 | 2× Gold2 | 2× Platin2 |           |                 |